# 小泉和裕
小泉 和裕（こいずみ かずひろ、1949年10月16日 - ）は、日本の指揮者。

## 人物・来歴
京都府京都市生まれ。堀川高等学校音楽科（現京都市立京都堀川音楽高等学校）卒業。東京藝術大学指揮科で山田一雄に師事。1970年、第2回民音指揮者コンクール第1位。
1972年10月ベルリンのホッホシューレ（現ベルリン芸術大学）に入学、ラーベンシュタイン教授にオペラ指揮法を師事。1973年夏、ボストンのタングルウッド音楽祭に参加。同年11月、第3回カラヤン国際指揮者コンクールに第1位受賞、その後ベルリン・フィルハーモニー管弦楽団を指揮してベルリン・デビューを飾った。1975年3月に、ベルリン・フィルの定期演奏会に出演。
1976年1月に、フランス国立管弦楽団を指揮し、アルトゥール・ルービンシュタイン、ムスティスラフ・ロストロポーヴィチとも協演。同年8月、ザルツブルク音楽祭にて、ウィーン・フィルハーモニー管弦楽団を指揮（当時の最年少記録）。その後、ミュンヘン・フィルハーモニー管弦楽団、バイエルン放送交響楽団等、ヨーロッパ各地において精力的な指揮活動を行った。
また、アメリカにおいても、1978年ラヴィニア音楽祭でシカゴ交響楽団を指揮し成功を収め、早速1980年3月のシカゴ交響楽団定期に登場、注目を集めた。その他、ボストン交響楽団、デトロイト交響楽団、シンシナティ交響楽団、トロント交響楽団、モントリオール交響楽団など各地のオーケストラに客演。
ロンドンのロイヤル・フィルハーモニー管弦楽団には1988年より定期的に招かれ、数々の名演を残すとともにチャイコフスキーの交響曲第4、5、6番のディスクを完成させた。

## 年譜
- 新日本フィルハーモニー交響楽団(音楽監督 1975年 - 1979年)[1]
- ウィニペグ交響楽団(音楽監督 1983年 - 1989年)[5]
- 九州交響楽団(首席指揮者 1989年 - 1996年[1]、音楽監督・首席指揮者 2013年-)
- 東京都交響楽団(首席指揮者 1995年 - 1998年、首席客演指揮者1998年 - 2008年[1]、レジデント・コンダクター 2008年 - 2014年、終身名誉指揮者 2014年 -[6] )
- 日本センチュリー交響楽団(首席客演指揮者 1992年 - 1995年、首席指揮者 2003年 - 2008年、音楽監督 2008年-2014年) [7]
- 岡山フィルハーモニック管弦楽団(音楽アドバイザー 2004年-2006年)[8]
- 仙台フィルハーモニー管弦楽団(首席客演指揮者 2006年-2018年)[4]
- 神奈川フィルハーモニー管弦楽団(特別客演指揮者 2014年-)[9]
- 名古屋フィルハーモニー交響楽団（音楽監督 2016年-2023年[10]、名誉音楽監督2023年- ）

## 趣味
ゴルフなど各種スポーツや陶芸を趣味にするほか、農作業を愛し、飛騨の農家を買い上げ畑を所有している。自宅で食べる米は自分の田からとれたもので賄えるほどという。そのため近年は活動を国内に限定している。

## 脚註